# Cordillacris
Cordillacris es un género de saltamontes de la subfamilia Gomphocerinae, familia Acrididae. Este género se distribuye en el suroeste de Estados Unidos y en la zona fronteriza noroeste de México.

## Especies
Las siguientes especies pertenecen al género Cordillacris:
- Cordillacris crenulata (Bruner, 1889)
- Cordillacris occipitalis (Thomas, 1873)